# أندريا دنيس
أندريا دنيس (بالإنجليزية: Andrea Dennis)‏ هي مجدفة بريطانية، ولدت في 3 يناير 1982 في أكسفورد في المملكة المتحدة.

## وصلات خارجية
- أندريا دنيس على موقع الاتحاد الدولي للتجديف (الإنجليزية)